# さよなら、僕のマンハッタン
『さよなら、僕のマンハッタン』（さよならぼくのマンハッタン、The Only Living Boy in New York）は2017年のアメリカ合衆国のドラマ映画。監督はマーク・ウェブ、出演はカラム・ターナーとケイト・ベッキンセイルなど。親元を離れニューヨークで暮らす作家志望の青年が風変わりな隣人と出会い、人生の辛苦を知って成長する姿を描いている。

## ストーリー
大学を卒業したばかりのトーマス・ウェブは未だに進路を決められずにいた上に、友人のミミへの好意を打ち明けられずにいた。そんなある日、近所にジェラルドと名乗る男が引っ越してきた。ジェラルドに自分と似たものを感じたトーマスは、しばしば彼と話し込むようになった。
ある日、トーマスがミミとバーで飲んでいると、父親のイーサンが見知らぬ女性と歩いている姿を目撃した。トーマスは父親が精神の不調に苦しむ母親（ジュディス）を捨てて不倫に走ったと思い込み、慌ててその後を付けていった。トーマスはその女性（ジョアンナ）を問いただしたが、一切悪びれる素振りを見せず、逆に「貴方は何も分かっていないお子様」「本当は私と寝たいと思っているのでしょう」などとトーマスに言い放った。憮然としたトーマスはすぐさまジェラルドの元へ駆け込んだ。ジェラルドとのやり取りで冷静さを取り戻したトーマスは、確かに自分がジョアンナとベッドインしたいという欲求を抱えていることに気が付いた。
友人が主催するパーティーに出席したトーマスは、別の男を連れたジョアンナに遭遇した。またしても2人は口論となったが、何を思ったのかトーマスは突然ジョアンナにキスをしてしまい、そのまま2人は一夜を共にすることとなった。歪んだ関係であることを自覚していたが、トーマスはジョアンナに惹かれていった。ジョアンナと会話していく中で、トーマスは子供時代に自分が小説家になろうと努力していたことを不意に思い出すのだった。トーマスは必死で書き上げた小説だったが、それを読んだ父親に出来を一刀両断されてしまった。それ以来、トーマスはかつての自分の夢を思い出すまいとしていたのである。
ある日、トーマスがジェラルドのアパートを訪ねると、そこには『The Only Living Boy in New York』というタイトルの小説の草稿があった。実は、ジェラルドはプロの小説家だったのである。そこで、トーマスは自分の書いた短編小説をジェラルドに見せた。それを読んだジェラルドは「君には小説家の才能があると思う」と言った。ジェラルドが隠遁生活を送っているのは勿体ないと思ったトーマスは彼をパーティーに連れ出した。その場でトーマスはミミを口説き始めたが、ジョアンナとの関係を詰問されたため、「何もなかった」と嘘をついてしまった。その後、トーマスはジュディスにジェラルドを紹介しようとしたが、彼の姿はそこになかった。その頃、ジェラルドはジョアンナと会っており、「若い青年の心を弄ぶのはおやめなさい」と警告していた。
しばらくして、トーマスはジョアンナから別れを切り出された。ジョアンナはイーサンから求婚されたのだという。それに激怒したトーマスがジョアンナと自分の関係をイーサンに暴露したため、事態は収拾不能に陥ってしまった。この混乱の中で、ジェラルドがトーマスに隠していた秘密が明らかになった。

## キャスト
- トーマス・ウェブ: カラム・ターナー
- ジョアンナ: ケイト・ベッキンセイル
- イーサン・ウェブ: ピアース・ブロスナン
- ジュディス・ウェブ: シンシア・ニクソン
- W・F・ジェラルド: ジェフ・ブリッジス
- ミミ・パストーリ: キアシー・クレモンズ
- アンナ: デビ・メイザー
- バスターおじさん: ビル・キャンプ
- ジョージ: テイト・ドノヴァン

## 製作
2012年8月15日、マーク・ウェブが本作の監督に起用されたとの報道があった。2014年11月4日、マイルズ・テラーが本作に出演すると報じられた。2016年9月8日、降板したテラーの代役としてカラム・ターナーが抜擢されたと報じられた。20日、ケイト・ベッキンセイルの出演が決まった。23日、ピアース・ブロスナンがキャスト入りしたとの報道があった。27日、カーシー・クレモンズが本作に出演することになったと報じられた。10月、本作の主要撮影が始まった。

## 評価
本作に対する批評家の評価は芳しいものではない。映画批評集積サイトのRotten Tomatoesには91件のレビューがあり、批評家支持率は33%、平均点は10点満点で4.7点、批評家の一致した見解は「語り口が雑で感傷的すぎる『さよなら、僕のマンハッタン』は観客が2回目のデートをしたくなくなるようなロマンティックな駄作である。」となっている。また、Metacriticには23件のレビューがあり、高評価は3件、賛否混在は7件、低評価は13件、加重平均値は33/100となっている。